# Kim Walker-Smith
Kimberlee Dawn Walker, conocida como Kim Walker-Smith (Albany 19 de diciembre de 1981) es un cantante, compositora, líder de adoración, y artista de grabación estadounidense. Produjo su primer álbum como solista, titulado Here Is My Song, que fue lanzado en febrero de 2008 a través del sello discográfico Jesus Culture. Walker-Smith es conocida por ser líder de adoración para los eventos Jesus Culture Band y Jesus Culture, y pastora de adoración para la Iglesia Bethel en Redding. 
Su interpretación de la canción de John Mark McMillan, "How He Loves", ha sido vista más de 15 millones de veces en Youtube. Su interpretación de la canción Brian Johnson y Jon Mohr, "Where You Go I Go", tiene más de diez millones de visitas en YouTube. Su interpretación de la canción Rooftops tiene más de 21,746,446 de visitas en Youtube.

## Primeros años de vida
Kim Walker nació en Albany (Oregon y "fue criada en un pequeño pueblo agrícola llamado Klamath Falls. Sus padres se divorciaron cuando ella tenía cuatro años. Su familia se mudó con frecuencia, causando que ella sea tímida y retraída como consecuencia de ser siempre "la chica nueva". Walker dijo que su familia "por generaciones ha sido muy musical y mi mamá me puso en un escenario cuando tenía tres años. Crecí cantando y estaba muy involucrada el teatro musical".

## Carrera y vida personal
En su edad adulta temprana, Walker se trasladó a Redding (California), para asistir a un colegio cristiano, pero estaba luchando con sus calificaciones y no estaba contenta de asistir a la universidad. Una noche, mientras ella conducía clamó al Señor, y se encontró con una casa de oración de 24 horas que se había establecido recientemente por la Iglesia Bethel. Al aventurarse en el interior, Walker fue cautivada y asistió a su servicio en la iglesia el domingo siguiente. Después de un año que dejó la universidad para asistir a la Escuela Bethel del Ministerio Sobrenatural (BSSM). Se graduó de la BSSM después de completar su programa de dos años, y después de dos años más fue contratada por la iglesia como pastora de adoración. Walker ha señalado que el "mayor deseo de su corazón es ver el reino y el poder manifiesto de Dios para las personas a ser libres, sanadas, y cambiar radicalmente a medida que encuentran a Dios en adoración". 
En 2005, Walker quien tiene una voz poderosa ganó $ 25,000 en efectivo en un concurso parecido a American Idol llamado ¿Así que quiere ser una estrella?, que se emitió en Chico televisora KRVU. Ella es considerada por muchos como una precursora en un nuevo tipo de adoración que se refiere a la adoración como profética. Walker ha citado Misty Edwards de la Casa Internacional de Oración y Suzy Yaraei de Morning Star Ministries, ambas líderes de adoración prominentes en la comunidad evangélica, como sus mayores influencias musicales. 
En 2009, Walker se casó con Skyler Smith, otro líder de adoración que también realiza diseño gráfico y fotografía; ahora viven en San Francisco. Ella ahora comunica la música bajo el nombre de Kim Walker-Smith en lugar de su nombre de soltera. Además de su carrera como solista, también es miembro de la banda de Jesus Culture, que comenzó como una banda de culto de jóvenes en Bethel, pero ahora alberga varias conferencias de adoración en todo el país y produce un disco en directo cada año, además de que con frecuencia dirige culto en Bethel. En 2010, Walker-Smith declaró que estaba "en Bethel una a dos veces al mes en estos momentos. Viajamos alrededor de tres a cuatro veces al mes. Cerca del 40 por ciento de los que es Jesus Culture". También ha expresado su deseo de que su música se expanda en la comunidad secular, que expresa una pasión por la justicia social y "para ver las artes y la creatividad restaurado y un nuevo conjunto estánda. Siempre he mirado la música como un vehículo para llegar a la gente".
En 2013, Walker-Smith anunció durante su recorrido Still Believe que estaba embarazada. Su hijo, Wyatt Smith, nació el 25 de septiembre de 2013. 
En 16 de julio de 2013 Walker-Smith y su esposo, Skyler, lanzaron Home, su primer álbum juntos.
En 2014, Walker-Smith anunció el nacimiento de su nuevo hijo, Bear Smith, nació el 22 de diciembre de 2014.
En 2017, Walker-Smith anunció el nacimiento de su hija, Maisie Smith, nació el 9 de junio de 2017.

## Discografía

### Álbumes de estudio
- Here Is My Song (2008)
- Home con Skyler Smith (2013)
- On My Side (2017)
- Trample (2024)

### Álbumes en vivo
- Still Believe (2013)
- On My Side (Live) (2018)
- Wild Heart (2020)
- Let Us Worship con Sean Feucht (2021)
- Revival Nights (2021)

### Álbumes en EP
- No Temeré (2021)

### Álbumes navideños
- When Christmas Comes (2014)

### Álbumes con Jesus Culture
- Everything con Chris Quilala y Melissa How (2006)
- We Cry Out con Chris Quilala y Melissa How (2007)
- You Love Never Fails con Chris Quilala y Melissa How (2008)
- Here is Love con Iglesia Bethel con Chris Quilala y Kristene Mueller (2009)
- Consumed por Chris Quilala y Melissa How (2009)
- My Passion EP con Chris Quilala y Jesus Culture (2010)
- Come Away con Chris Quilala y Jesus Culture (2010)
- Awakening con Chris Quilala y Jesus Culture (2011)
- Live From New York con Chris Quilala, Martin Smith, y Jesus Culture (2012)
- Unstoppable Love con Chris Quilala y Jesus Culture (2014)